# Malekan
Malekan (persisch ملکان) ist eine Stadt in der Provinz Ost-Aserbaidschan im Nordwesten des Iran. Im Jahr 2006 hatte Malekan hochgerechnet 101518 Einwohner.